# Tour d'Allemagne 1922
Le Tour d'Allemagne 1922 est la 2e édition du Tour d'Allemagne, une course cycliste qui s'est déroulée du 18 au 23 mai 1922.

## Déroulement de la course

### Liste des étapes
| Étape     | Date        | Villes étapes             |  | Distance (km) | Vainqueur d’étape               | Leader du classement général |
| --------- | ----------- | ------------------------- |  | ------------- | ------------------------------- | ---------------------------- |
| 1re étape | jeu. 18 mai | Cologne – Aix-la-Chapelle |  | 256           | Adolf Huschke (9 h 21 min 50 s) | Adolf Huschke                |
| 2e étape  | mai         | Aix-la-Chapelle – Trèves  |  | 253           | Adolf Huschke (?? h ?? min)     | Adolf Huschke                |
| 3e étape  | mai         | Trèves – Mannheim         |  | 258           | Adolf Huschke (?? h ?? min)     | Adolf Huschke                |
| 4e étape  | mer. 23 mai | Mannheim – Cologne        |  | 274           | Richard Huschke (?? h ?? min)   | Adolf Huschke                |

### Classement final
| Classement final | Classement final | Classement final | Classement final | Classement final    |
|                  | Coureur          | Pays             | Équipe           | Temps               |
| ---------------- | ---------------- | ---------------- | ---------------- | ------------------- |
| 1er              | Adolf Huschke    |                  | '                | en 38 h 33 min 21 s |
| 2e               | Paul Kohl        |                  |                  |                     |
| 3e               | Wilhelm Siewert  |                  |                  |                     |
| 4e               | Richard Huschke  |                  |                  |                     |
| 5e               | Erich Aberger    |                  |                  |                     |
| modifier         |                  |                  |                  |                     |